# Crocidura attenuata
Crocidura attenuata — вид ссавців родини мідицевих (Soricidae).

## Опис
Довжина голови й тулуба від 6.6 до 8.9 сантиметрів. Вага від 6 до 12 грамів. Хвіст досягає довжини від 41 до 60 міліметрів, що зазвичай відповідає 60–70% довжини голови й тулуба. Задня лапа досягає в довжину 13–16 міліметрів, а вухо — 7–13 міліметрів. Хутро на спині від димчасто-коричневого до темно-сіро-чорного; черевна сторона поступово змінює колір на темно-сірий; літня шерсть трохи темніше зимової. Хвіст темно-коричневий зверху і трохи світліший знизу, але не чітко контрастний.

## Поширення
Країни проживання: Камбоджа, Китай, Індія, Лаос, Малайзія, М'янма, Філіппіни, Тайвань, Таїланд, В'єтнам. Живе на висотах від 0 до 3000 метрів. Вид зустрічається в різноманітних середовищах існування, включаючи низинні та гірські тропічні та субтропічні вологі ліси, бамбукові ліси, трав'янисту рослинність, чагарники, передгір’я регіонів Тераї та Баббар (Південна Азія). Його можна знайти у вторинних лісах поблизу річок.

## Спосіб життя
Харчується безхребетними, в основному комахами і черв'яками.